# مظفر باشا
مُظفَّر باشا هو سياسي وإداري وعسكري عُثماني من أصلٍ بولوني. اسمه الأصلي لَادِسْلَاس چِيْكُڤِسْكِي (بالبولندية: Władysław Czajkowski) وهو ابن الكاتب والعسكري البولوني اللاجئ في الدولة العُثمانيَّة ميخائيل چيكُڤسكي (بالبولندية: Michał Czajkowski) الشهير بمُحمَّد صادق باشا. عيَّنه الباب العالي مُتصرِّفًا على جبل لُبنان خلفًا لنعُّوم باشا، فكان سادس من تولَّى هذا المنصب.
تلقَّى تعليمه في مدارس وكُليَّات بلجيكا وفرنسا، وتخرَّج من مدرسة سان سير العسكريَّة سنة 1861م. عُيِّن ياورًا للصدر الأعظم مُحمَّد فؤاد باشا عند عودته إلى إستنبول، وبقي في منصبه هذا مُنذُ سنة 1863 إلى سنة 1866م. ثُمَّ صار ياورًا للسُلطان عبد العزيز بدايةً من سنة 1867 إلى سنة 1870م، ورافقه في جولته الأوروپيَّة. عُيِّن قائدًا لفرقةٍ من الخيَّالة في الكُليَّة الحربيَّة بإستنبول سنة 1870م، وبقي في منصبه هذا حتَّى اندلاع الحرب الروسيَّة العُثمانيَّة، فأُرسل إلى الجبهة وقاد فوجًا من القوزاق في الدفاع عن مدينة پلوانة حتَّى وضعت الحرب أوزارها، فعاد إلى إستنبول وكُلِّف بوضع خطَّة لإعادة تنظيم الجيش العُثماني، فقام بهذه المُهمَّة وانتهى منها سنة 1885م، فرُفِّع إلى رُتبة مُشير وعُيِّن قائدًا أعلى لسلاح الفُرسان.
عُيِّن مُظفَّر باشا مُتصرِّفًا على جبل لُبنان في 27 أيلول (سپتمبر) 1902م، فعزل بعض المُوظفين وفرض ضرائب جديدة، وعبث بحُقُوق مجلس إدارة الجبل، فقاومه أعضاء المجلس بمُساعدة رجال الدين النصارى حتَّى أرغموه على إلغاء تدابيره. حينها قام بينه وبين رجال الدين الموارنة صراعٌ عنيف، فعمل على تأسيس جمعيَّاتٍ لادينيَّة لإضعاف نُفوذهم. وممَّا زاد في فساد عهده تدخُّل ابنه وامرأته في شُؤون الحُكم حتَّى أصبح في أيديهما تعيين المُوظفين وعزلهم، حسب استعداد هؤلاء المُوظفين لدفع الأموال. حاول خُصُومه إرسال وفد إلى إستنبول للحيلولة دون تجديد ولايته، ولكنَّ الأجل كان له بالمرصاد، فتُوفي قبل انتهائها بثلاثة أشهر.